# Séisme d'août 2016 en Birmanie
Le séisme d'août 2016 en Birmanie est un tremblement de terre de magnitude 6,8 survenu le 24 août 2016 à 17 h 4 (heure locale) dans une région isolée du centre ouest de la Birmanie, au sud-ouest de la ville de Bagan.
La secousse fait quatre victimes tuées dans l'effondrement de bâtiments ; de nombreux stūpas et temples de Bagan sont endommagés ou détruits.